# Karl Bernpointner
Karl Bernpointner (* 9. Dezember 1881 in Friesenried im Landkreis Ostallgäu; † 28. Januar 1952 in Freiburg im Breisgau) war ein deutscher Verwaltungsjurist und Landrat.

## Leben
Nach dem Studium der Rechtswissenschaften kam Karl Bernpointner 1911 als Akzessist zum Bezirksamt Landshut und blieb dort bis zu seinem Weggang zum Obersicherungsamt Landshut zum Jahresanfang 1913. Er kam 1916 als Assessor zum Bezirksamt Bergzabern und später nach Ansbach. Bernpointner wechselte zur Polizeiverwaltung und wurde am 1. April 1923 Regierungsrat bei der Polizeidirektion Nürnberg-Fürth. Zum 1. Mai 1933 trat Bernpointner in die NSDAP (Mitgliedsnummer 2.715.495) ein. Vom 15. Juli 1933 war er Förderndes Mitglied der SS. Am 1. Juni 1933 wurde er zum Bezirksamtsvorstand (ab 1939 Landrat) des Bezirksamtes Frankenthal (ab 1939 Landkreis Frankenthal (Pfalz)) ernannt. Dieses Amt übte er bis zu seiner Absetzung im April 1945 aus. 
Von Mai bis August 1940 und erneut von 1941 bis 1945 war er Aufsichtsratsvorsitzender der Kreissparkasse Ludwigshafen am Rhein.